# سراج ۱

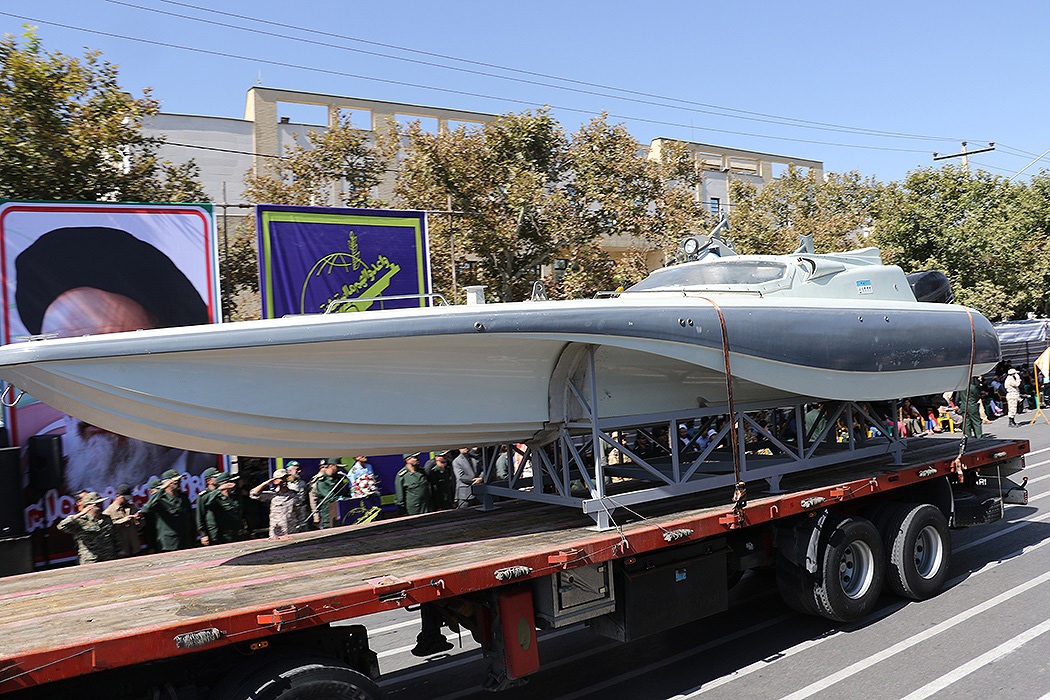
تصویری از شناور سراج در مراسم رژه اقتدار نیروهای مسلح - شیراز ۱۳۹۶

سراج ۱ یک شناور تندرو تهاجمی راکت انداز، متناسب با مناطق آب و هوایی گرمسیری است که توسط وزارت دفاع، با مهندسی معکوس یک قایق انگلیسی به‌نام «بلید رانر» ساخته‌شده‌است. بدنه این شناور از فایبرگلاس و مجهز به امکانات پیشرفته بومی مخابراتی و ناوبری الکترونیکی است.
این امکانات باعث می‌شود که در سرعت‌های بالا در داخل کابین، تغییرات ارتفاعی ناشی از حرکت بر روی آب و صدای زیاد احساس نشود. سرعت این شناور تقریباً به ۶۰ نات می‌رسد که سرعت بسیار بالایی برای یک شناور دریایی است. همچنین در شرایط طوفانی دریا، سرنشینان آن شدت امواج را احساس نخواهند کرد. این شناور در زمینه‌های مختلفی چون حفظ تعادل در سرعت بالا، رفتار مناسب عملیاتی در شرایط گوناگون و قدرت موتور بالا در کنار طراحی و ساخت بدنه مناسب از ویژگی‌های قابل توجهی برخوردار بوده و توان دریایی ایران را افزایش می‌دهد.